# 기독교 인문주의

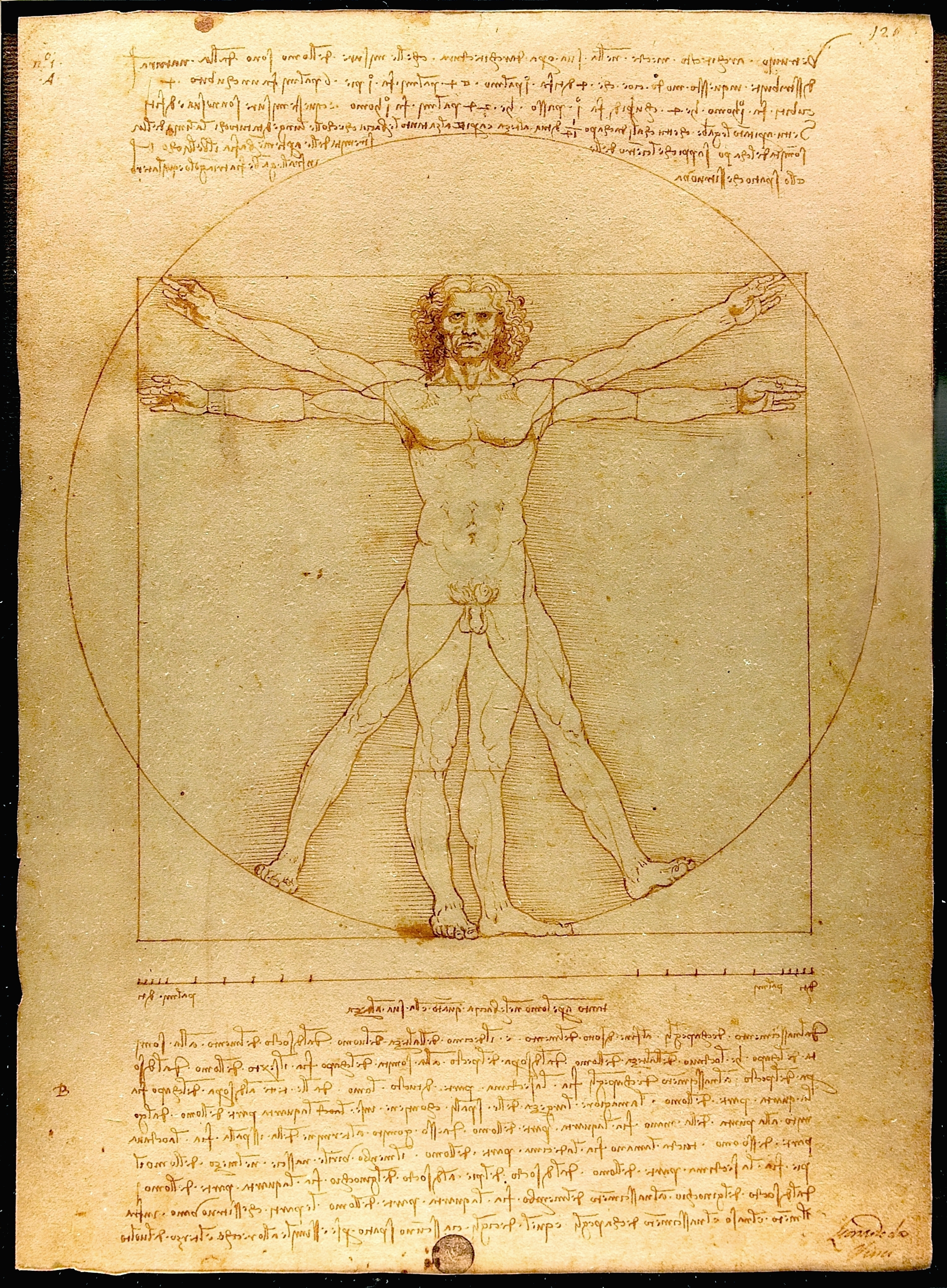
레오나르도 다 빈치의 비트루비우스적 인간(Vitruvian Man)

기독교 인문주의 (Christian humanism)란  보편적 인간 존엄성, 개인주의, 행복의 중요성과 같은 인본주의적 원리를 예수가 가르쳤던 필수적이고 주요한 요소로 생각하는 사상이다. 이 용어를 지지하는 사람들은 이 사상을 르네상스 또는 교부 시대 로 추적하여 자신의 신념을 '휴머니즘'이라고도 하는 학문적 운동 과 연결한다.
역사적으로 기독교 인본주의의 발전을 형성하는 주된 힘은 하나님이 인간을 구속하기 위해 예수의 인격으로 인간이 되셨다는 기독교 교리였으며, 그리스도의 삶을 실천하기 위한 공동체 교회가 참여해야 하는 명령이었다. 이러한 아이디어 중 많은 부분이 교부들 사이에서 나타 났고 15 세기 후반에 기독교 인본주의로 발전하였다. 보통 인간성, 보편적 이성, 자유, 인격, 인권, 인간 해방과 진보 등과 같은 개념들이 발전하였다. 인본주의는 대중 문화에서 불가지론 및 무신론과 공통적으로 연관되어 있지만, 이 연관성은 20 세기에 발전하였으며, 비인간주의적 형태의 불가지론과 무신론의 비인간주의 적 형태가 오랫동안 존재 해 왔다.
이 용어에 대한 비평가들은 크리스천 휴머니스트들은 20세기 관점에서 무신론적 휴머니스트를 반대한다.

## 같이 보기
- 인간론 (기독교)
- 기독교적 실존주의
- 기독교 여성주의
- 기독교 희락주의
- 존엄
- 하나님의 형상
- 신사고 운동
- 인격주의
- 르네상스 인문주의자
- 인류교
- 예수의 산상 설교